# Recea (okręg Vaslui)
Recea – wieś w Rumunii, w okręgu Vaslui, w gminie Iana. W 2011 roku liczyła 411 mieszkańców.